# ظفرخان حسن
 محمدرضا احسن الله (۱۰۱۳–۱۰۷۳) مخاطب به ظفرخان و متخلص به احسن، شاعر فارسی‌زبان سبک هندی می‌باشد. او فرزند رکن السلطنه ابوالحسن تربتی که اصالتی ایرانی داشت و بیگم خانم که از خانواده های مرتبط به دربار پادشاهان گورکانی می‌باشد. وی در سال ۱۰۳۳ به نیابت از پدر حکومت کابل را به دست گرفت و شاعران زیادی از جمله صائب تبریزی مدتی را در دربار وی مشغول بودند. به نوشته ظفرخان احسن، او در ۱۸ سالگی اولین شعر خود را سروده‌است. او دوبار به حکومت کشمیر و یکبار به حکومت سند رسید و سرانجام در سال ۱۰۷۳ در لاهور  بدرود حیات گفت و در آرامگاه پدرش مدفون شد. 

## فرزندان
در مورد ازدواج و فرزندان ظفرخان اطلاعی در دست نیست. فقط درباره ی پسرش در تذکره ها سخن به میان آمده که آن هم بیشتر به خاطر این است که خود او شاعر بوده است. ظفرخان صاحب پسری به نام محمد طاهر مخاطب به عنایت خان و متخلص به آشنا بوده است.

## مقام شاعری و سیاسی
در سال ۱۰۳۳ هجری استانداری کابل از مهابت خان گرفته شد و به خواجه ابوالحسن واگذار گردید و ظفرخان به جای پدر خود در آن سال در کابل فرمانروایی کرد. در سال ۱۰۴۱ هرجی شاه جهان ظفرخان را به جای اعتقادخان به فرمانروایی کشمیر گماشت.
اقامت ظفرخان به عنوان حاکم کشمیر ار نظر به وجود آمدن محفلی برای شاعران فارسی در دربار او اهمیت تاریخی زیادی دارد. شاعرانی چون کلیم، قدسی  و مخصوصا صائب که مورد احترام بسیار ظفرخان و پدرش بوده است، در دربار هنرپرور او جمع می شدند و شب های مشاعره ای راه می انداختند و از ظفرخان صله می گرفتند.

## نمونه اشعار
| به کعبه رفتم و عشقم به زرق شهرت داد |  | شدم به بتکده، زاهد به کفر نسبت داد   |
| به گوشه‌گیری من، خضر راه شد عنقا     |  | نشان گنج سعادت به کنج عزلت داد       |
| رمیده بود ز من غم ز ننگ بی دردی     |  | میانه من و غم عشق باز الفت داد       |
| مباش غرّه به عمر ابد خضر زنهار       |  | چه شد که مرگ ترا یک دو روزه مهلت داد |

| از چرخ به جز خون دلم روزی نیست |  | وز اهل زمان امید دلسوزی نیست |
| نقشم ننشست از ازل با اختر      |  | ناسازی بخت با من امروزی نیست |